# エレファントカシマシ SINGLES1988-2001
エレファントカシマシ SINGLES 1988-2001 （エレファントカシマシ シングルズ 1988-2001）は、ロックバンド・エレファントカシマシのこれまでのシングルを集めたCD2枚組のシングル・コレクション。

## 概要
1st「デーデ」から24th「孤独な太陽」までのシングル表題曲をリリース順に収録。2001年に発売されたシングル「暑中見舞 -憂鬱な午後-」は未収録。本作は発売から1年間の限定生産であり、現在は生産終了している。

## 収録曲
太文字は、アルバム初収録曲、またはバージョン。

### DISC 1
1. デーデ
『THE ELEPHANT KASHIMASHI』収録。
2. ふわふわ
3. おはようこんにちは
『THE ELEPHANT KASHIMASHI II』収録。
4. 浮雲男
『浮世の夢』収録。
5. 男は行く
『生活』収録。
6. 曙光
『エレファントカシマシ5』収録。
7. 奴隷天国
『奴隷天国』収録。
8. 極楽大将生活賛歌
『東京の空』収録。
9. この世は最高!
『東京の空』収録。
10. 悲しみの果て
『ココロに花を』収録。
11. 孤独な旅人
『ココロに花を』収録。
12. 明日に向かって走れ
表記はないが、シングルバージョン。

### DISC 2
1. 戦う男
表記はないが、シングルバージョン。
2. 今宵の月のように
『明日に向かって走れ-月夜の歌-』収録。
3. 風に吹かれて
『明日に向かって走れ-月夜の歌-』収録。
4. はじまりは今（Single ver.）
5. 夢のかけら
『愛と夢』収録。
6. ヒトコイシクテ、アイヲモトメテ
『愛と夢』収録。
7. 愛の夢をくれ
『愛と夢』収録。
8. 真夜中のヒーロー
9. ガストロンジャー
『good morning』収録。
10. so many people（Single ver.）
11. コール　アンド　レスポンス
『good morning』収録。
12. 孤独な太陽